# Croix de Bilhac
La croix de Bilhac est une croix monumentale située à Polignac, en France.

## Généralités
La croix est située au hameau de Bilhac, sur la route menant de Bilhac à Polignac, sur le territoire de la commune de Polignac, dans le département de la Haute-Loire, en région Auvergne-Rhône-Alpes, en France.

## Historique
La croix date du XVe siècle mais le soubassement est sûrement plus récent, le dé supportant le fût portant le millésime 1803.
En 1959, menacée de destruction par l'élargissement de la chaussée sur laquelle elle se trouvait, elle est déposée avec les moyens du bord par les habitants de Bilhac, qui ne peuvent éviter sa chute et la croix se brise en morceaux. Elle est restaurée et remise en place en 1963.
La croix est inscrite au titre des monuments historiques par arrêté du 11 juin 1930.

## Description
Sur un socle composé de pierres superposées, repose un entablement évasé. Au-dessus, un fût cylindrique en arkose repose sur un dé carré,. Des moulures cylindriques en astragale sont également présentes au somment et à la base du fût. Le croisillon, de section carrée, est orné de volutes à sa base et les extrémités de branches sont ornées de fleurons à quatre pétales. La traverse latérale présente également des losanges sculptés.
Au niveau iconographique, la croix présente un Christ nimbé d'un côté et une Vierge de pitié de l'autre. Latéralement, deux statuettes décapitées représentent vraisemblablement Saint-Jean et Marie-Madeleine,.